# San E
Đây là một tên người Triều Tiên, họ là Jung.
Jung San (tiếng Hàn Quốc: 정산; sinh ngày 23 tháng 1, 1985), thường được biết tới bằng nghệ danh San E (tiếng Hàn Quốc: 산이), là một nam rapper, ca sĩ Hàn Quốc thuộc quyền quản lý của Brand New Music. Trước đó anh từng được quản lý bởi JYP Entertainment và là rapper đơn đầu tiên của công ty. San E là một trong những rapper thành công nhất trong nền âm nhạc chính thống Hàn Quốc.

## Danh sách đĩa nhạc

### Album phòng thu
| Tên                    | Thông tin album | Thứ hạng cao nhất | Doanh số |
| Tên                    | Thông tin album | HQ                | Doanh số |
| ---------------------- | --- | ----------------- | -------- |
| The Boy Who Cried Wolf | - Phát hành: 23 tháng 4 năm 2015 - Hãng đĩa: Brand New Music, LOEN Entertainment - Định dạng: CD, tải nhạc kỹ thuật số | 17                | 1,816+   |

### Mini-album
| Tên                          | Thông tin album | Thứ hạng cao nhất | Doanh số |
| Tên                          | Thông tin album | HQ                | Doanh số |
| ---------------------------- | --- | ----------------- | -------- |
| Everybody Ready?             | - Phát hành: 13 tháng 9 năm 2010 - Hãng đĩa: JYP Entertainment - Định dạng: CD, tải nhạc kỹ thuật số                   | 20                | —        |
| Not' Based on the True Story | - Phát hành: 21 tháng 11 năm 2013 - Hãng đĩa: Brand New Music, LOEN - Định dạng: CD, tải nhạc kỹ thuật số              | 27                | 1,558+   |
| Season of Suffering          | - Phát hành: 23 tháng 1 năm 2017 - Hãng đĩa: Brand New Music, LOEN Entertainment - Định dạng: CD, tải nhạc kỹ thuật số | —                 | —        |

### Những bài hát khác
| Năm  | Tên                                                 | Thứ hạng cao nhất | Doanh số   | Album                          |
| Năm  | Tên                                                 | HQ                | Doanh số   | Album                          |
| ---- | --------------------------------------------------- | ----------------- | ---------- | ------------------------------ |
| 2010 | "Tasty San" (feat. Min)                             | 45                | —          | Everybody Ready?               |
| 2010 | "LoveSick"                                          | 19                | —          | Everybody Ready?               |
| 2011 | "Someone's Dream" (feat. So Hyang)                  | 48                | —          | Dream High OST Pt. 3           |
| 2011 | "Please Don't Go" (feat. Outsider & Changmin)       | 14                | 407,462+   | Đĩa đơn không nằm trong album  |
| 2011 | "Wish U To Be Unhappy" (feat. Bee of Rphabet)       | 54                | 242,259+   | Đĩa đơn không nằm trong album  |
| 2011 | "Big Boy" (feat. Bee of Rphabet)                    | 39                | 108,996+   | Đĩa đơn không nằm trong album  |
| 2013 | "Story Of Someone I Know"                           | 1                 | 1,139,790+ | 'Not' Based on the True Story  |
| 2013 | "Where Did You Sleep?" (feat. Verbal Jint & Swings) | 8                 | 570,537+   | 'Not' Based on the True Story  |
| 2013 | "Break-Up Dinner" (feat. Sanchez of Phantom)        | 3                 | 608,340+   | 'Not' Based on the True Story  |
| 2014 | "What's Wrong With Me" (feat. Kang Min Hee)         | 4                 | 952,054+   | You're All Surrounded OST Pt.1 |
| 2014 | "A Midsummer Night's Sweetness" (with Raina)        | 1                 | 2,176,748+ | Đĩa đơn không nằm trong album  |
| 2014 | "Body Language" (feat. Bumkey)                      | 1                 | 727,872+   | Đĩa đơn không nằm trong album  |
| 2014 | "Brand New Day" (with Brand New Music artists)      | 30                | 100,723+   | Brand New Year Vol.3           |
| 2015 | "Coach Me" (feat. Hyolyn & Jooheon)                 | 16                | 150,317+   | No Mercy Part.1                |
| 2015 | "On Top Of Your Head" (feat. MC Gree)               | 17                | 122,579+   | The Boy Who Cried Wolf         |
| 2015 | "Me You" (feat. Baek Ye-rin)                        | 2                 | 1,127,476+ | The Boy Who Cried Wolf         |
| 2015 | "Like Father, Like Son"                             | 23                | 143,833+   | Đĩa đơn không nằm trong album  |
| 2015 | "Sour Grapes" (with Mad Clown)                      | 2                 | 774,942+   | Đĩa đơn không nằm trong album  |
| 2016 | "Like An Airplane" (feat. Gary)                     | 12                | 250,502+   | Đĩa đơn không nằm trong album  |
| 2016 | "Sugar and Me" (with Raina)                         | 5                 | 418,248+   | Đĩa đơn không nằm trong album  |
| 2017 | "I Am Me" (feat. Hwasa of Mamamoo)                  | 61                | 28,700+    | Season of Suffering            |
| 2017 | "Mohae" (feat. Bolbbalgan4)                         | 5                 | 158,185+   | Non-album single               |

## Danh sách phim

### Chương trình tạp kỹ
| Năm  | Tên                     | Chú thích                                |
| ---- | ----------------------- | ---------------------------------------- |
| 2015 | Running Man (TV series) | Khách mời tập 252.                       |
| 2015 | Show Me the Money 4     | Nhà sản xuất của "Team Brand New Music." |
| 2015 | Unpretty Rapstar        | Dẫn chương trình mùa 1.                  |
| 2015 | Unpretty Rapstar 2      | Dẫn chương trình mùa 2.                  |
| 2015 | Off to School           | Tập 44-46.                               |
| 2016 | Hip Hop Nation          | Dẫn chương trình cùng Shin Dong-yup.     |
| 2016 | Battle Trip             | Dẫn chương trình (đến 2017)              |

## Giải thưởng và đề cử

### Gaon Chart K-Pop Awards
| Năm  | Hạng mục                         | Đề cử cho                                    | Kết quả   |
| ---- | -------------------------------- | -------------------------------------------- | --------- |
| 2013 | Song/Artist of the Year (August) | "Story of Someone I Know"                    | Đoạt giải |
| 2014 | Song/Artist of the Year (July)   | "A Midsummer Night's Sweetness" (with Raina) | Đoạt giải |

### Golden Disk Awards
| Năm  | Hạng mục               | Đề cử cho                                    | Kết quả   |
| ---- | ---------------------- | -------------------------------------------- | --------- |
| 2015 | Digital Bonsang        | "A Midsummer Night's Sweetness" (with Raina) | Đề cử     |
| 2016 | Best Rap/Hip Hop Award | The Boy Who Cried Wolf                       | Đoạt giải |

### Korean Music Awards
| Năm  | Hạng mục          | Đề cử cho    | Kết quả   |
| ---- | ----------------- | ------------ | --------- |
| 2010 | Best Hip Hop Song | "Rap Genius" | Đoạt giải |

### MelOn Music Awards
| Năm  | Hạng mục    | Đề cử cho                                    | Kết quả   |
| ---- | ----------- | -------------------------------------------- | --------- |
| 2014 | Best Song   | "A Midsummer Night's Sweetness" (with Raina) | Đề cử     |
| 2014 | Hot Trend   | "A Midsummer Night's Sweetness" (with Raina) | Đề cử     |
| 2014 | Rap/Hip Hop | "A Midsummer Night's Sweetness" (with Raina) | Đoạt giải |
| 2014 | OST         | "What's Wrong With Me?"                      | Đề cử     |

### Mnet Asian Music Awards
| Năm  | Hạng mục              | Đề cử cho                                    | Kết quả   |
| ---- | --------------------- | -------------------------------------------- | --------- |
| 2014 | Song of the Year      | "A Midsummer Night's Sweetness" (with Raina) | Đề cử     |
| 2014 | Song of the Year      | "Body Language"                              | Đề cử     |
| 2014 | Best Rap Performance] | "Body Language"                              | Đề cử     |
| 2014 | Best Collaboration    | "A Midsummer Night's Sweetness" (with Raina) | Đề cử     |
| 2015 | Song of the Year      | "Me You"                                     | Đề cử     |
| 2015 | Best Rap Performance  | "Me You"                                     | Đoạt giải |

### Seoul Music Awards
| Năm  | Hạng mục          | Đề cử cho     | Kết quả   |
| ---- | ----------------- | ------------- | --------- |
| 2014 | Hip Hop/Rap Award | San E & Raina | Đoạt giải |
| 2015 | Hip Hop/Rap Award | San E         | Đoạt giải |